# Związek Pracodawców Polski Przemysł Spirytusowy
Związek Pracodawców Polski Przemysł Spirytusowy (PPS) jest branżową organizacją, zrzeszającą producentów spirytusu i wyrobów spirytusowych. Głównym zadaniem PPS jest podejmowanie działań służących rozwojowi branży spirytusowej, m.in. poprzez współdziałanie z przedstawicielami władzy publicznej i organizacjami społecznymi.
Działalność PPS koncentruje się na dwóch obszarach: legislacji oraz społecznej odpowiedzialności biznesu.

## Historia
Początki PPS sięgają 1921 roku, kiedy to powołano Naczelną Organizację Przemysłu Spirytusowego w Polsce. W PRL, w ramach gospodarki centralnie sterowanej, nie było miejsca na samorządnie działającą organizację przemysłu spirytusowego. Dopiero po rozdzieleniu Państwowego Przedsiębiorstwa Przemysłu Spirytusowego przez Ministra Rolnictwa w latach 1991–1992, władze poszczególnych przedsiębiorstw państwowych zdecydowały o reaktywowaniu branżowej reprezentacji przemysłu spirytusowego. Nowa organizacja – Krajowa Rada Przetwórstwa Spirytusu (KRPS) – oficjalnie rozpoczęła swoją działalność w maju 1993 roku, w ramach Stowarzyszenia Naukowo-Technicznego Inżynierów i Techników Przemysłu Spożywczego. W 2006 roku przekształcono Krajową Radę Przetwórstwa Spirytusu na Polski Przemysł Spirytusowy.
PPS jest jednym z członków założycieli działającej przy Ministrze Rolnictwa i Rozwoju Wsi Radzie Gospodarki Żywnościowej (RGŻ), a od 2004 roku członkiem Europejskiej Konfederacji Producentów Alkoholi (CEPS).